# 大唐不夜城
大唐不夜城是中華人民共和國陝西省西安市雁塔区的一條步行街，位于大雁塔附近，南起唐城墙遗址，北至大雁塔南广场，东起慈恩东路，西至慈恩西路，該步行街南北长2100米，东西宽500米，2002年启动建设，2009年一期建成开放。2018年，西安市政府對大唐不夜城進行改造，2019年元旦前，大唐不夜城改造完成。2020年7月，大唐不夜城被列入中華人民共和國首批全国示范步行街名单。

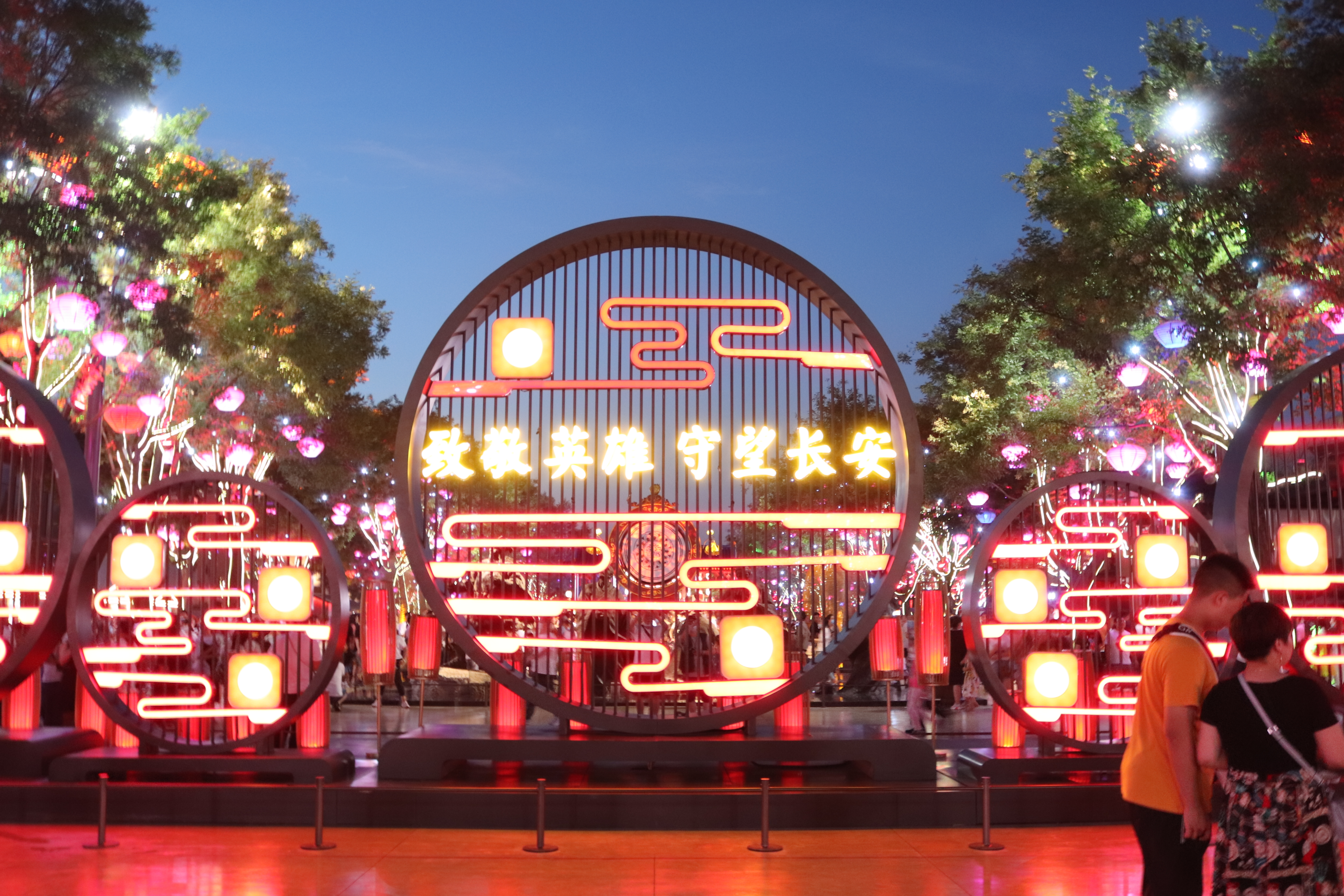
大唐不夜城